# Дагрон, Жильбер
Жильбер Дагрон (фр. Gilbert Dagron; 26 января 1932[…], XVI округ Парижа[…] — 4 августа 2015[…], XV округ Парижа) — французский историк, византинист, профессор Коллеж де Франс (1975—2001), президент Международной ассоциации византийских исследований, член Академии надписей и изящной словесности.

## Биография
Родился 26 января 1932 года в Париже.
В 1956 году окончил Высшую педагогическую школу (École Normale Supérieure) по специальности «классическая литература». В 1956—1957 годах преподавал в лицее в Лане.
С 1960 года сотрудник дирекции по культуре и технике МИД Франции. В 1962—1964 годах работал атташе по культуре посольства Франции в Москве.
С 1969 года — доцент истории Средних веков в университете Сорбонна. В 1972 году получил ученую степень доктора филологии и гуманитарных наук. С 1975 года профессор истории и цивилизации византийского мира в Коллеж де Франс. C 1994 года — ординарный член французской Академии надписей и изящной словесности. В 1997—2000 годах — администратор Коллеж де Франс, президент ассамблеи профессоров. Президент Академии надписей и изящной словесности (2003).
В 1991 году Афинским университетом присвоено звание доктора honoris causa.
Член Афинской академии, Национальной академии деи Линчеи (Рим), Американской академии искусств и наук, член французских научных ассоциаций поздней античности, медиевистики.
Скончался 4 августа 2015 года в Париже. Церемония прощания состоялась 10 августа в церкви Сан-Леон, в XV округе Парижа.

## Научная деятельность
Являлся специалистом в самых разных областях византиноведения преимущественно времени ранней и средней Византии. Основные исследования были посвящены:
- истории и культуре Константинополя, становлению византийской столицы в IV—V вв. как нового центра эллинистической и римской культуры (Naissance d’une capitale: Constantinople et ses institutions de 330 à 451. P., 1974), а также восприятию Константинополя и его прошлого самими византийцами, жителями города (Constantinople imaginaire: Études sur le recueil des «Patria». P., 1984),
- различные аспекты религиозности в Византии, ментальность средневекового православного общества, положение различных религиозных общин в империи, взаимоотношения византийской традиции с Востоком и Западом.

Опубликовал архивы актов монастыря великомученика Пантелеимона на Афоне, житий св. Феклы и т. д. В монографии «Император и священник» (Empereur et prêtre: Étude sur le «césaropapisme» byzantin. P., 1996) проанализировал историю взаимоотношений светской и церковной властей в Византии, соотношение духовного и мирского в культуре Византии, а также в античной, западноевропейской и русской общественно-политических традициях.

## Награды и звания
Кавалер ордена Почетного легиона, командор ордена «Palmes academiques».